# ویم هاف
ویم هاف (به هلندی: Wim Hof) (متولد ۲۰ آوریل ۱۹۵۹)، معروف به مرد یخی، ورزشکار مخاطره‌آمیز و معلم مدیتیشن هلندی است که به دلیل توانایی مقاومت در برابر دمای یخ‌زدگی مشهور است. وی ۲۴ رکورد گینس را برای شنا در زیر یخ و تماس کامل بدن با یخ به مدت طولانی و رکورد نیمه ماراتن پابرهنه روی یخ و برف را ثبت کرده‌است. او این دستاوردها را پس از چند دهه آزمایش به عنوان روش ویم هاف (به انگلیسی: The Wim Hof Method) ترکیبی از قرار گرفتن مکرر در معرض سرما، تکنیک‌های تنفس، یوگا و مدیتیشن به عموم معرفی کرد. این روش موضوع ارزیابی‌های پزشکی متعددی بوده‌است و همچنین کتابی توسط روزنامه‌نگار اسکات کارنی در این مورد منتشر شده‌است.

## اوایل زندگی
هاف در سیتارد، لیمبورگ، هلند به دنیا آمد. والدین او ۹ فرزند دارند: راب (۱۹۵۴)، جان (۱۹۵۵)، ماریان (۱۹۵۷)، ویم و آندره (دوقلوهای همسان ۱۹۵۹)، رود (۱۹۶۱)، اد (۱۹۶۲)، مارسل (۱۹۶۴) و ژاکلین (۱۹۶۷). هاف دارای شش فرزند است، چهار فرزندش با همسر اولش ماریول-ماریا، که در سال ۱۹۹۵ خودکشی کرد یک پسر، متولد ۲۰۰۳ یک پسر متولد سال ۲۰۱۷. در ۱۷ سالگی احساس تمایل کرد که وارد آب سرد یخ زده در کانال پارک بئاتریکس آمستردام شود. هاف گفته‌است که غم و اندوه او نسبت به از دست دادن همسر اولش باعث تمایل او در ایجاد تکنیک‌هایی برای مواجهه با محیط‌های دمای پایین شد.

## رکوردها

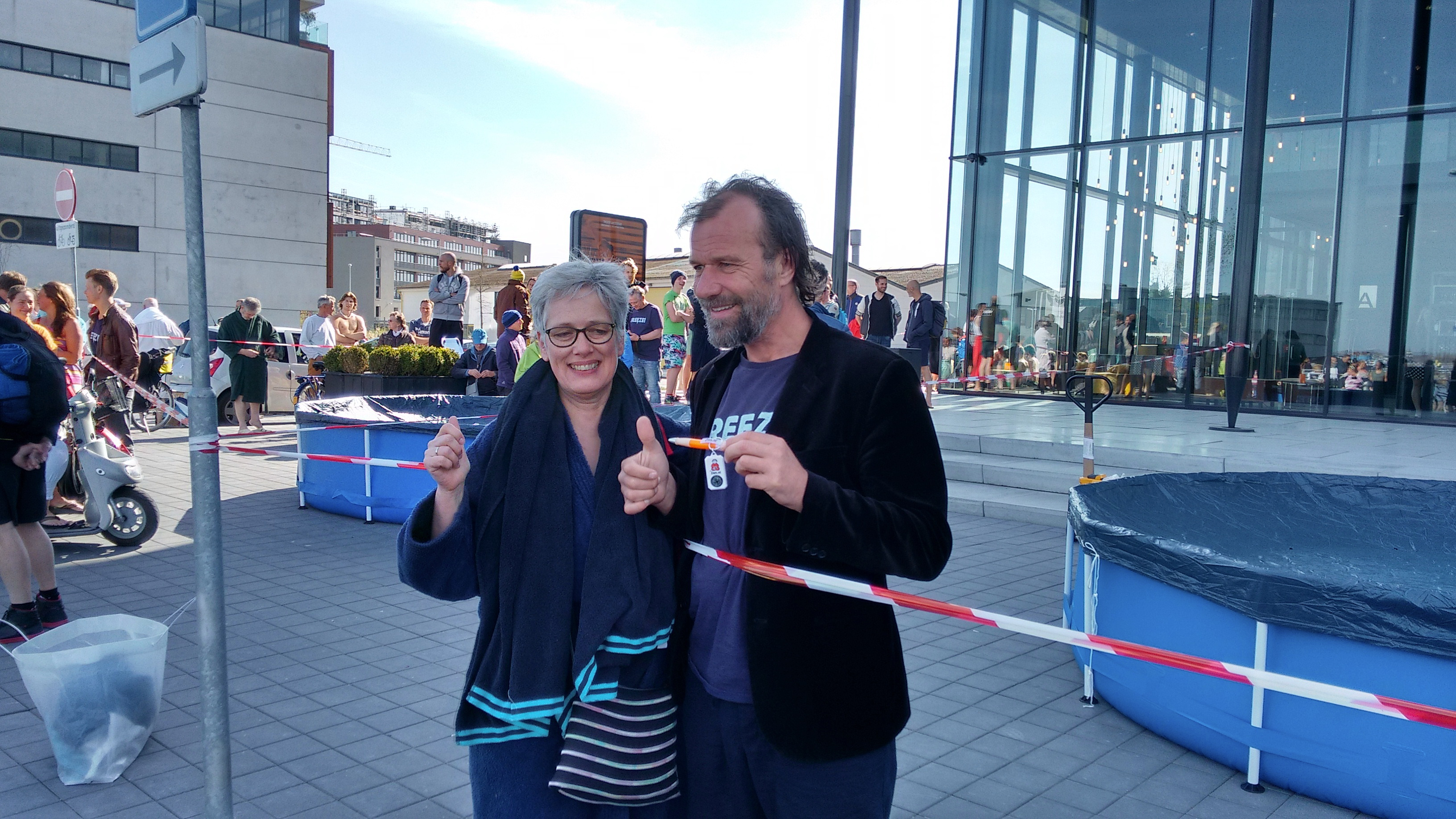
هاف در یک رویداد ۲۰۱۵ در تئاتر آمستردام

در ۱۶ مارس ۲۰۰۰ رکورد جهانی گینس را برای دورترین شنا در زیر یخ به طول حدود ۶۰ متر را ثبت کرد. او در یک دریاچه در نزدیکی پلو، فنلاند که برای یک برنامه تلویزیونی هلند فیلمبرداری شده‌بود، شنا کرد. اما یک آزمایش روز قبل تقریباً با فاجعه خاتمه یافت، زیر آب سرد قرنیههایش شروع به یخ‌زدگی کرد و او به‌طور موقتی زیر آب بینایی‌اش را از دست داد و پیش از اینکه به بیهوشی برود یک غواص او را نجات داد. رکورد جدید ۷۶٫۲ متر (۲۵۰ فوت) توسط استیگ سوورینسن در سال ۲۰۱۳ تنظیم شده‌است.
در ۲۶ ژانویه ۲۰۰۷، با زمان ۲ ساعت، ۶ دقیقه و ۳۴ ثانیه رکورد سریعترین نیمه ماراتن را با پای برهنه روی یخ و برف ثبت کرد. این رکورد در ۱۷ ژانویه ۲۰۲۱ توسط جوزف شالک چک، که یک‌نیمه ماراتن را در پلهریموو با زمان ۱:۳۶:۲۱ به پایان رساند، پشت سر گذاشت.
هاف ۱۶ مرتبه، طولانی‌ترین زمان در تماس مستقیم و تمام بدن با یخ، رکورد جهانی را ثبت کرده‌است، برخی از این رکوردها شامل ۱ ساعت، ۴۲ دقیقه و ۲۲ ثانیه در ۲۳ ژانویه ۲۰۰۹، ۱ ساعت و ۴۴ دقیقه در ژانویه ۲۰۱۰، و ۱ ساعت و ۵۳ دقیقه و ۲ ثانیه در سال ۲۰۱۳ می‌باشد البته سونگهاو جین از چین با زمان ۱ ساعت و ۵۳ دقیقه و ۱۰ ثانیه در سال ۲۰۱۴ پیشی گرفت. و آن رکورد در سال ۲۰۱۹ با زمان ۲ ساعت و ۸ دقیقه و ۴۷ ثانیه توسط یوزف کوبرل اتریشی شکسته شد.
ویم هاف در سال ۲۰۰۷، در ارتفاع ۷٬۲۰۰ متر (۲۳٬۶۰۰ فوت) از کوه اورست در حالی که فقط شرت و کفش پوشیده بود، بالا رفت اما این تلاش را به دلیل آسیب‌دیدگی مکرر پایش قطع کرد. در سال ۲۰۱۶ وی با روزنامه‌نگار اسکات کارنی در مدت ۲۸ ساعت به نقطه گیلمانس در کلیمانجارو رسید، اتفاقی که بعداً در کتاب آنچه ما را نمی‌کشد ثبت شد.
ویم هوف یک روش به نام روش ویم هاف (WHM) را به همراه پسرش انهم هوف ایجاد کرده‌است. این روش شامل سه «ستون» است: سرما درمانی، تنفس و مدیتیشن. این روش شباهت‌هایی با مدیتیشن تبتو تامو و پرانایاما دارد که هر دو از روش‌های تنفس استفاده می‌کنند.

## روش ویم هاف

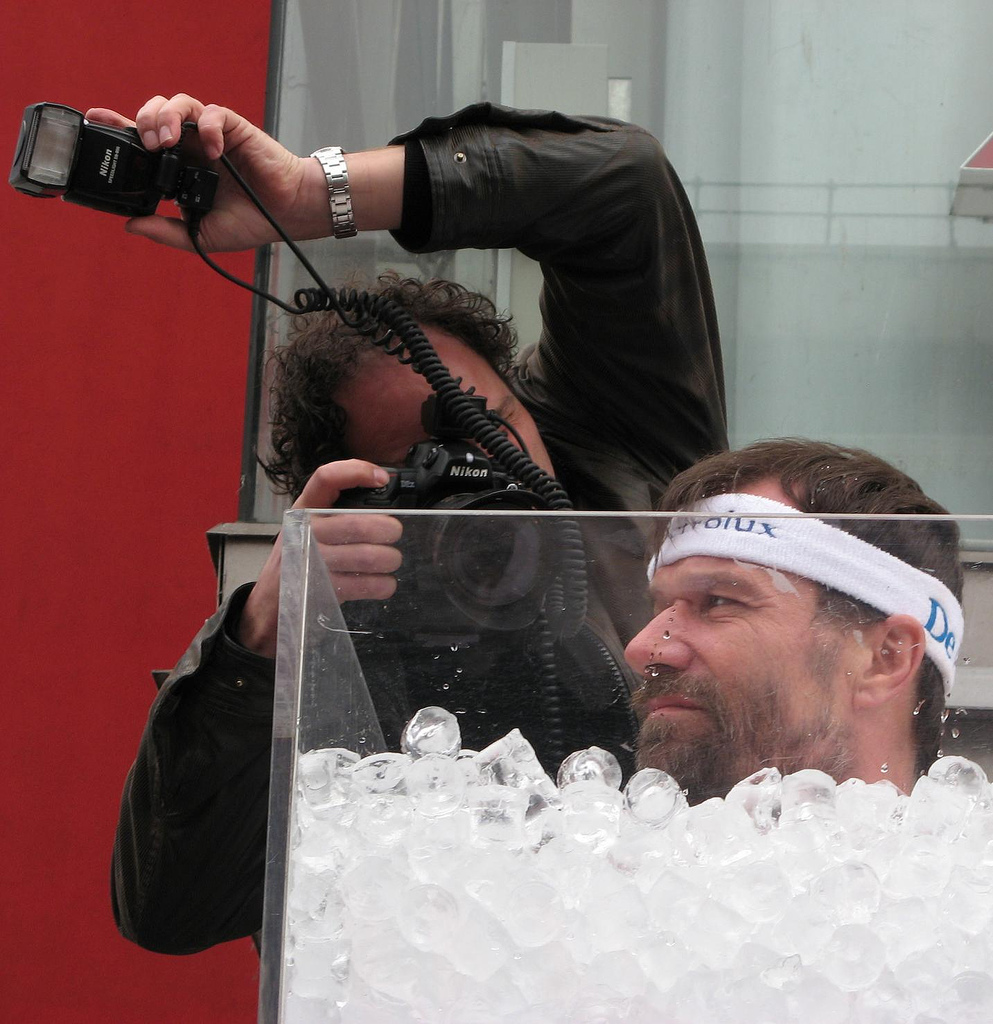
هاف غوطه‌ور در حمام یخ، ۲۰۰۷

روش ویم هاف سه ستون اصلی دارد که شامل سرما درمانی، تنفس آگاهانه و مدیتیشن یا تعهد است. این روش مزایای کوتاه‌مدت و بلندمدتی دارد که برخی از آن‌ها شامل کاهش استرس، تحمل بیشتر سرما، بهبود سریع‌تر، خلاقیت پیشرفته، سیستم ایمنی قوی‌تر، افزایش انرژی، خواب بهتر، تمرکز و عزم راسخ، بهبود توانایی ورزشی و جسمی و افزایش اراده می‌باشد.

### سرما درمانی
سرما درمانی به قرار گرفتن تدریجی در معرض سرما گفته می‌شود. در روش ویم هاف پیشنهاد می‌شود که هر روز حمام آب سرد انجام داده شود. قرارگرفتن در آب سرد برای کسانی که تازه شروع می‌کنند می‌تواند دردآورد باشد. به همین دلیل پیشنهاد می‌شود که در روزهای اول از ۱۰ تا ۲۰ ثانیه شروع شود و به مرور زمان آن را به ۲ تا ۳ دقیقه افزایش دهند. ویم هاف به تازه‌کاران پیشنهاد می‌کند که پس از حمام آب گرم وارد آب سرد شوند و به مرور زمان آن را افزایش دهند.
از مزایای کوتاه‌مدت و فوری سرمادرمانی می‌توان به آرامش خارش پوست، بیداری، افزایش گردش خون، کاهش درد عضلات بعد از تمرین، اشاره کرد.ثابت شده‌است که در درازمدت دوش آب سرد باعث افزایش متابولیسم و توانایی سوزاندن چربی از طریق ترموژنز و درخشانی مو و پوست می‌شود.

### تنفس
یک دوره از روش تنفسی ویم هاف به صورت زیر انجام می‌شود:
1. ابتدا ۳۰ تا ۴۰ بار نفس عمیق بدون وقفه کشیده می‌شود.
2. پس از بازدم آخرین نفس، تا جایی که امکان دارد نفس حبس می‌شود. (معمولاً بین ۱ تا ۳ دقیقه)
3. پس از آن یک «نفس بهبودی» طولانی و عمیق کشیده می‌شود که برای حدود ۱۵ ثانیه حبس می‌شود.

این کار چند بار تکرار می‌شود (معمولاً ۳ تا ۴ بار) که به مرور زمان احساس سبکی سر و تغییر خودآگاهی احساس می‌شود.

### مدیتیشن
در روش ویم هاف به‌طور خاصی از مدیتیشن اشاره نمی‌شود. ستون سوم روش ویم هاف پایه و اساس دو ستون دیگر است: تسلط کامل در مقابل قرار گرفتن در معرض سرما و تنفس آگاهانه به صبر و فداکاری نیاز دارد. ویم هاف پیشنهاد می‌کند که مدیتیشن و یوگا انجام داده شود تا قدرت اراده و کنترل خودی افزایش داده شود.

## ادعا و انتقاد

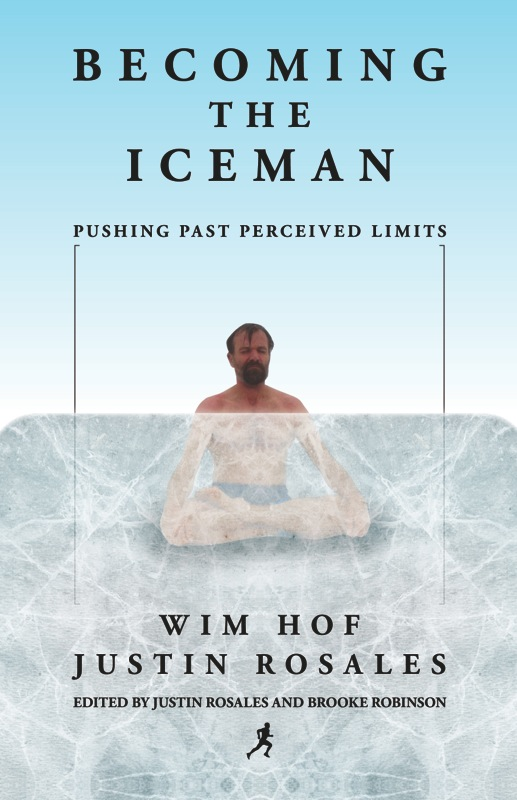
جلد تبدیل شدن به مرد یخی

طیف گسترده‌ای از ادعاها برای تأثیرات مفید این روش مطرح شده‌است. دانشمندان باکتری اشریشیا کلی را در بدن ویم هاف تزریق کردند و مشاهده شد که وی با استفاده از روش‌های مخصوص تنفس به آن غلبه کرد. مطالعات نشان‌دهنده کاهش واکنش‌های التهابی به دلیل تنفس عمیق و سریع است. با این‌حال برخی از ادعاهای او به صورت پزشکی آزمایش و ثابت نشده‌است.
ویم هاف از استفاده از روش خود در هنگام غواصی، در زیر آب یا در حالت یا رانندگی هشدار می‌دهد. با این‌حال برخی هنگام استفاده از روش ویم هوف در زیر آب کشته شده‌اند. چهار تمرین کننده این روش در سال ۲۰۱۵ و ۲۰۱۶ هنگامی که این روش را انجام می‌دادند وارد آب شدند و نفس خود را برای مدتی طولانی‌تر از معمول حبس کردند که در نهایت جان خود را به دلیل شلو واتر بلک اوت از دست دادند.
منتقدان می‌گویند او مزایای روش خود را بزرگ جلوه می‌دهد. وی در وب سایت خود می‌گوید که علائم چندین بیماری از جمله آرتریت روماتوئید، مولتیپل اسکلروزیس و بیماری پارکینسون را کاهش داده‌است. با این حال، این ادعاها از نظر علمی اثبات نشده‌است.

## در رسانه‌ها
هاف در موزیک ویدیوی «آخرین نفس من» ساخته جیمز نیومن، عضو انگلستان برای مسابقه آهنگ یوروویژن ۲۰۲۰ ظاهر شد.
او در فصل یک سریال نتفلیکس Goop Lab در مورد تکنیکش صحبت می‌کند.
با هاف همچنین در پادکست جو روگان مصاحبه شده‌است.
هاف موضوع کتابی تحقیقاتی «چه چیزی ما را نمی‌کشد» از اسکات کارنی است.
توصیه‌های او در یک فصل از کتاب «ابزار تیتان‌ها» از تیم فریس نشر شده‌است.

## انتشارات
- Hof, Wim (1998). Klimmen in stilte [Climbing in silence] (به هلندی). Altamira. ISBN 9789069634395.
- Hof, Wim (2000). De top bereiken is je angst overwinnen [Reaching the top is overcoming your fear] (به هلندی). Andromeda. ISBN 9789055991136.
- Hof, Wim; Rosales, Justin (2012). Becoming the Iceman: pushing past perceived limits. Mill City Press. ISBN 978-1-937600-46-4.
- Hof, Wim; Jong, Koen A.M. de (2015). Koud kunstje: wat kun je leren van de iceman?. Uitgeverij Water. ISBN 9789491729256.
- Hof, Wim (2020). De Wim Hof methode. Kosmos Uitgevers. ISBN 9789021578415.